# Copa Diputació del 2010
La Copa Diputació del 2010 és la segona temporada de la Copa d'Escala i corda President de la Diputació de València, organitzada per l'empresa ValNet amb subvenció de la Diputació de València.

## Equips
| Grup A - Ajuntament de Calp: - Miguel i Sarasol II - Ajuntament del Genovés: - León i Javi - Ajuntament de Massamagrell: - Soro III i Salva - Ajuntament de Sagunt: - Pedro i Dani |  | Grup B - Ajuntaments de Murla-La Vall de Laguar: - Genovés II i Raül II - Ajuntament de València: - Víctor i Tato - Universitat Politècnica de València - Álvaro i Santi - Ajuntament de Dénia: - Colau i Fèlix |

### Feridors i jugadors reserves
- Feridors: Oltra, Pedrito i Aragó
- Jugadors reserves:
  - Dauers: Adrián I i Cervera
  - Mitgers: Grau

## Resultats

### 1a Fase

#### Resultats de la 1a Fase
| Data     | Trinquet                                 | Grup | Equip                | Equip               | Resultat |
| -------- | ---------------------------------------- | ---- | -------------------- | ------------------- | -------- |
| 23/04/10 | Trinquet del Genovés                     | A    | Miguel i Sarasol II  | León i Javi         | 40-60    |
| 25/04/10 | Trinquet el Nel (Murla)                  | B    | Genovés II i Raül II | Adrián I i Tato     | 60-30    |
| 27/04/10 | Trinquet Tio Pena (Massamagrell)         | A    | Soro III i Salva     | León i Javi         | 60-35    |
| 28/04/10 | Trinquet de Guadassuar                   | B    | Álvaro i Santi       | Colau i Fèlix       | 60-45    |
| 01/05/10 | Trinquet de Pelayo (València)            | A    | Soro III i Salva     | Pedro i Dani        | 50-55    |
| 02/05/10 | Trinquet de l'Eliana                     | B    | Álvaro i Santi       | Víctor i Tato       | 60-40    |
| 04/05/10 | Trinquet Alcalde Pérez Devesa (Benidorm) | B    | Genovés II i Raül II | Colau i Fèlix       | 55-60    |
| 05/05/10 | Trinquet de Guadassuar                   | A    | Miguel i Sarasol II  | Adrián I i Dani     | 60-45    |
| 07/05/10 | Trinquet de Bellreguard                  | B    | Genovés II i Raül II | Álvaro i Santi      | Ajornada |
| 08/05/10 | Trinquet de Pedreguer                    | A    | Soro III i Salva     | Miguel i Sarasol II | 50-60    |
| 09/05/10 | Trinquet del Rovellet (Dénia)            | B    | Víctor i Tato        | Colau i Fèlix       | 55-60    |
| 10/05/10 | Trinquet de la Pobla de Vallbona         | A    | Adrián I i Dani      | León i Javi         | 50-60    |
| 11/05/10 | Trinquet de Massalfassar                 | B    | Genovés II i Raül II | Álvaro i Santi      | 45-60    |